# Hanteltraining

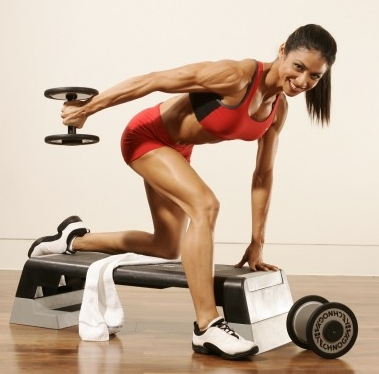
Training mit Kurzhanteln

Hanteltraining ist Widerstandstraining mit Hilfe von Hanteln. Entsprechende Hantelübungen werden beim Krafttraining, Kraftsport, Gewichtheben, Bodybuilding und Fitnesstraining absolviert. Beim Hanteltraining können gezielt Körperschwerpunkte trainiert und entwickelt werden.

## Hanteln
Dabei kommen vor allem Langhanteln, Kurzhanteln, SZ-Hanteln und teilweise auch Leiterhanteln und Jochhanteln zum Einsatz. 
Zum effektiven Einsatz der Hanteln in die Übungsausführungen werden die Hanteln mit Hantelscheiben bestückt. Es gibt unterschiedlich schwere Hantelscheiben. Die Bandbreite reicht von 0,5 Kilogramm bis hin zu 50,0 Kilogramm-Hantelscheiben. Außerdem unterscheiden sich die Materialien, aus denen die Hantelscheiben bestehen. Gängigste Materialien sind: Stahl, Eisen, Kunststoff und Sand-Zementmischungen.
Aufgrund der flexiblen Handhabe von Hanteln, kann Hanteltraining an jedem geeigneten Ort absolviert werden. Wichtig ist ausreichend Platz und entsprechende Hanteln. Das Training kann somit sowohl zu Hause als auch im Fitnessstudio stattfinden.

## Übungen
Beim Hanteltraining werden hauptsächlich Grundübungen von Isolationsübungen unterschieden. Diese haben unterschiedliche Auswirkungen auf die beabsichtigten Zielstellungen beim Hanteltraining. Die Zielstellungen beim Hanteltraining reichen von Muskelaufbau, Kraftzuwachs bis hin zum Abnehmen und umfassen auch präventive und rehabilitative Maßnahmen zur Gesundheitsförderung. 
Für viele Hantelübungen ist die korrekte Technik von großer Bedeutung, da es sonst zu gesundheitlichen Folgeschäden kommen kann. Hierbei ist vor allem die Beibehaltung eines geraden Rückens von hoher Bedeutung, wie es bei Kniebeugen, beim Kreuzheben oder prinzipiell beim Hochheben von Lasten erforderlich ist.

## Trainingsmethoden
Dosiert wird Hanteltraining über die Ausführung von Wiederholungen und Sätzen. Neben den klassischen Trainingsmethoden gibt es beim Hanteltraining zahlreiche spezielle Trainingsmethoden wie zum Beispiel Supersätze, Negativwiederholungen oder Teilwiederholungen.
Ein effektiver Hanteltraining-Trainingsplan berücksichtigt die Split-Kombination, d. h. die Abstimmung, an welchen Tagen, welche Muskelgruppen trainiert werden. Ein weiterer wichtiger Faktor beim Hanteltraining ist die Variation der Übungen und progressive Steigerung der verwendeten Lasten, Satz- und Wiederholungszahlen. Ausreichende Regenerationsphasen gewährleisten die Anpassung des Organismus zwischen den Trainingseinheiten.
Eine Besonderheit beim Hanteltraining stellt die Abstimmung mit begleitendem Herz-Kreislauf-Training bzw. Ausdauertraining dar. Beide Belastungsformen unterscheiden sich voneinander und müssen daher in der Trainingsplanung berücksichtigt werden. Ansonsten kann es zu Leistungsstagnationen kommen.